# André Garnier
André Garnier (né à Avançon en 1727 et mort au même endroit le 17 avril 1816), ecclésiastique, fut évêque constitutionnel du diocèse des Hautes-Alpes de 1799 à 1801.

## Biographie
André Garnier nait à Avançon en 1727. Il reçoit les ordres mineurs le 11 mars 1750. Ordonné prêtre il devient d'abord vicaire perpétuel puis en 1775 prieur-curé de sa ville natale et il devient professeur de théologie au séminaire d'Embrun. Lors de la Révolution française, il prête le serment exigé par la Constitution civile du clergé le 18 octobre 1790 et il le renouvelle le 28 octobre 1792.
À la suite de la démission de l'évêque constitutionnel Ignace de Cazeneuve, il est élu à son corps défendant évêque constitutionnel du département des Hautes-Alpes en décembre 1799. Il se fait sacrer à Aix-en-Provence par Jean-Baptiste Aubert le métropolitain de la Métropole des Côtes de la Méditerranée le 19 janvier 1800. Devenu évêque, il continue à résider à Avançon et il est surnommé par dérision l'« Évêque de Plâtre » à cause des carrières de gypse de la région. Après la signature du Concordat de 1801, il se démet et fait sa soumission au Saint-Siège en septembre 1801. Il consacre ses dernières années aux bonnes œuvres et meurt à Avançon le 17 avril 1816.